# Kim Woo-jin (cantante)
Kim Woo-jin (en hangul, 김우진; Bucheon, Provincia de Gyeonggi, 8 de abril de 1997), conocido también como Woojin (우진), es un cantante, modelo y actor surcoreano. Fue miembro del grupo Stray Kids, bajo la compañía JYP Entertainment, desde su formación en el programa de televisión homónimo en 2017 hasta su salida dos años después.
Tras esto firmó un contrato con la empresa 10x Entertainment para comenzar su carrera como solista. En agosto de 2021 lanzó su primer EP The Moment: A Minor junto con el sencillo principal del disco «Ready Now».

## Biografía y carrera
Kim Woo-jin nació el 8 de abril de 1997 en Bucheon, Provincia de Gyeonggi, Corea del Sur. Se graduó de la Escuela de Artes Escénicas de Seúl. Fue aprendiz en SM Entertainment; sin embargo, el 11 de octubre de 2017 se reveló que Kim se había unido a JYP Entertainment. Compitió en el programa Stray Kids de Mnet para formar parte de la boy band Stray Kids; el 1 de noviembre, en medio de la competencia, el grupo lanzó el sencillo «Hellevator» en tiendas de música en línea. La formación final con los nueve miembros se confirmó en el episodio final del programa y Stray Kids publicó el EP Mixtape. La banda realizó su debut oficial con el EP I Am Not y el sencillo principal «District 9», que salieron al mercado el 26 de marzo de 2018. Posteriormente, el 28 de octubre de 2019, JYP Entertainment anunció la salida de Woojin de Stray Kids haciendo este mismo la terminación de su contrato exclusivo debido a circunstancias personales.
Kim publicó en su nueva cuenta de Instagram en enero de 2020 con la frase «Kim Woo-jin restart». Realizó un fan meeting en mayo de ese año y, en agosto, firmó un contrato con la empresa 10x Entertainment. Antes de la publicación de su primer EP, Kim lanzó el sencillo digital «Still Dream» el 8 de julio de 2021. El 5 de agosto publicó su EP debut, The Moment : A Minor, junto con el sencillo «Ready Now». En noviembre participó en la banda sonora del drama Let Me Be Your Knight, con la canción «Because It's You», mientras que en diciembre debutó como actor en la película web 3.5th Period.
En abril de 2022, se anunció que Kim protagonizaría la serie brasileña original de HBO Max Beyond the Wardrobe, siendo esta la primera vez que Woojin participa en una telenovela de Latinoamérica.
El 20 de julio de 2023 debutó como el primer actor coreano en protagonizar una serie de HBO Max, "Alem do guarda roupa", dando vida al personaje de Kyung, líder del grupo ACT

## Controversias
En septiembre de 2020, Kim fue acusado de acoso sexual por parte de mujeres no identificadas en la red social Twitter. Una de las acusadoras alegó que, a pesar de rechazarlo, Kim intentó tocarla y también a su amiga. En otro caso, una usuaria declaró que había conocido a Kim en un bar el 29 de abril; afirmó que él la insultó después de que rechazara sus insinuaciones verbales y físicas. Asimismo, publicó una foto en la que se mostraban botellas de alcohol entre ella y el torso de un hombre que ella identificó como Kim. Ella apuntó a una foto en la cuenta de Instagram de Kim en la que él usó una sudadera gris que coincidía con la del hombre de la fotografía, que él publicó el día en el que el presunto incidente sucedió. Kim negó las acusaciones y expresó que «nunca conoció a esa persona» ni «estuvo en los lugares que ha mencionado». Debido a esto, él interpuso una demanda en la Agencia de Policía Metropolitana de Seúl por difamación.
En la investigación se identificó que el licor de la fotografía era whisky Glenburgie, que estuvo disponible en Corea del Sur desde finales de 2019 y ayudó a reducir la búsqueda debido a su limitada disponibilidad durante ese tiempo. Mediante una búsqueda con hashtags de Instagram con el nombre del whisky se encontró la publicación original de la foto y se determinó que la imagen se había tomado de una cuenta que no estaba relacionada con Kim. Además, tras obtener las grabaciones CCTV del bar, se concluyó que la fotografía se tomó el 31 de agosto de 2020 y que fue tomada por dos hombres y ninguno de ellos era Kim. En la investigación también se descubrió que una de las acusadoras era una anti-fan y tanto ella como la persona que divulgó las acusaciones eran ciudadanas brasileñas. En julio de 2021 10x Entertainment publicó un documental titulado Finger Killer, que examina las acusaciones que se hicieron contra Kim.

## Discografía

### EPs
| 2021                                                                                   | The Moment : A Minor (未成年) - Lanzamiento: 5 de agosto de 2021 - Discográfica: 10x, Genie Music, Stone Music - Formato: CD, descarga digital, streaming | 7  | - COR: 15 448 |
| 2023                                                                                   | The Moment: Bounce (美成年) - Lanzamiento: 30 de agosto de 2023 - Discográfica: 10x, Genie Music, Stone Music - Formato: CD, descarga digital, streaming  | 18 | - COR: 5841   |
| 2024                                                                                   | I Like The Way - Lanzamiento: 22 de abril de 2024 - Discográfica: Kreation Music Rights - Formato: CD, descarga digital, streaming                        | 7  | - COR: 35 920 |
| «—» indica que el álbum no alcanzó posición alguna o no fue lanzado en ese territorio. | |    |               |

### Sencillos
| «Still Dream»                                                                                      | 2021 | — | The Moment : A Minor  |
| «Ready Now»                                                                                        | 2021 | — | The Moment : A Minor  |
| «Because It's You» (너니까)                                                                        | 2021 | — | Let Me Be Your Knight |
| «Timeless»                                                                                         | 2021 | — | 3.5th Period          |
| «In the end»                                                                                       | 2022 | — | Reborn Rich           |
| «Dive»                                                                                             | 2023 | — | King the Land         |
| «On My Way»                                                                                        | 2023 | — | The Moment: Bounce    |
| «I Like The Way»                                                                                   | 2024 | — | I Like The Way        |
| «—» indica que el sencillo no alcanzó posición alguna o certificación o no fue lanzado en el país. |      |   |                       |

## Filmografía

### Televisión
| Año  | Programa              | Papel       | Ref.   |
| ---- | --------------------- | ----------- | ------ |
| 2017 | Stray Kids            | Concursante | [ 2 ]  |
| 2022 | A Lém do Guarda-Roupa | Kyung-min   | [ 16 ] |

### Documentales
| Año  | Título        | Ref.   |
| ---- | ------------- | ------ |
| 2021 | Finger Killer | [ 19 ] |

### Películas
| Año  | Título       | Papel      | Notas           | Ref    |
| ---- | ------------ | ---------- | --------------- | ------ |
| 2021 | 3.5th Period | Lee Han-ik | Papel Principal | [ 15 ] |